# Woody Woodpecker (filme)
Woody Woodpecker (bra: Pica-Pau: O Filme) é um filme de comédia e aventura norte-americano, baseado nas série de filmes de animação e no personagem de mesmo nome, criado por Walter Lantz & Ben Hardaway. O filme combina o uso de live-action e animação digital. O filme foi dirigido por Alex Zamm e escrito por Dave Krinsky e John Altschuler. O filme é estrelado por Timothy Omundson, Graham Verchere, Jordana Largy e Thaila Ayala, e apresenta Eric Bauza como a voz de Pica-Pau. O enredo do filme segue Pica-Pau que retalia contra um advogado imobiliário depois de ter sua árvore cortada para impedir que uma casa de investimento seja construída em substituição de sua casa.
O filme foi lançado apenas nos cinemas do Brasil no dia 5 de outubro de 2017 e estreia no mês de fevereiro de 2018 em alguns países da América Latina. Na maior parte do mundo, o filme sairá diretamente em vídeo, começando pelos Estados Unidos no dia 6 de fevereiro de 2018.

## Elenco
- Eric Bauza como a voz do Pica-Pau, um pássaro da espécie dryocopus pileatus, hiperativo, raro e travesso.
- Timothy Omundson como Lance Walters, um advogado de Seattle que é o ex-marido de Linda, o pai de Tommy e o namorado de Vanessa.[N 1]
- Graham Verchere como Tommy Walters, o filho adolescente de Lance e o melhor amigo de Pica-Pau
- Jordana Largy como Samantha "Guarda Sam" Barlett, a guarda florestal de Pine Grove.
- Thaila Ayala como Vanessa, a fútil namorada de Lance.
- Scott McNeil como Nate Grimes, um taxidermista e caçador furtivo que quer capturar, espalhar e leiloar o Pica-Pau.
- Adrian Glynn McMorran como Ottis Grimes, o parceiro atrapalhado e irmão de Nate
- Chelsea Miller como Jill Ferguson, uma baixista adolescente que se torna amiga de Tommy.
- Jakob Davies como Lyle, um baterista que é amigo de Jill e se torna amigo de Tommy.
- Sean Tyson como George, um construtor que dirige a construção da nova casa de Lance.
- Patrick Lubczyk como Chris, um valentão que é o parceiro de John e ameaça Tommy.
- Ty Consiglio como John, um valentão que também ameaça Tommy em uma parte do filme.
- Emily Holmes como Linda Walters, ex-mulher de Lance e mãe de Tommy.
- Karin Konoval como Barbara Krum, a recepcionista de Lance.

## Produção
Em novembro de 2011, a Universal Pictures informou que iria produzir um filme sobre o personagem Pica-Pau. Segundo a companhia, o filme seria produzido pela Illumination Entertainment. Segundo a revista Variety o filme seria inteiramente de animação digital, usando os mesmos estilos realísticos de outros filmes feito pela mesma produtora. A revista também anunciou que o roteiro seria escrito por John Altschuler e Dave Krinsky (King of the Hill). mas em julho de 2013, a Illumination cancelou o projeto. Em outubro de 2013, Bill Kopp anunciou que a Universal o contratou para dirigir um longa-metragem de animação com três histórias entrelaçadas. Em 13 de julho de 2016, o Cartoon Brew informou que a Universal 1440 Entertainment estava filmando um filme híbrido de animação e live-action.. As filmagens começaram em junho de 2016 e terminaram mais tarde em julho daquele ano. As filmagens foram feitas em Squamish, Colúmbia Britânica, Canadá.
Em dezembro de 2016, foi vinculado pelas redes sociais da Universal Pictures Brasil o primeiro teaser de Pica-Pau com dublagem em português, um trailer da versão original em inglês estreou posteriormente nos Estados Unidos em 13 de dezembro de 2017.

## Lançamento
O Brasil foi o primeiro país a receber o filme (sob o título de Pica-Pau: O Filme), nos cinemas, estreando em 5 de outubro de 2017. Na semana de estreia do filme, pessoas fantasiadas como o  personagem estiveram no Brasil e visitou várias cidades como Brasília, Manaus, Olinda, Curitiba, Rio de Janeiro e São Paulo. O destaque da visita foi quando algumas cenas do episódio "Niagara Fools" foram reproduzidas nas Cataratas do Iguaçu.

### Home Media
Foi lançado nos Estados Unidos e no Canadá em DVD, na Netflix e Digital HD em 6 de fevereiro de 2018, e em Blu-ray em 4 de setembro de 2018. O filme foi lançado diretamente em vídeo nos Estados Unidos e em todo o mundo naquele dia. No Reino Unido, o filme foi distribuído pela distribuidora britânica de vídeos Dazzler Media, sob licença da Universal.

## Recepção

### Crítica
No site do agregador de resenhas Rotten Tomatoes, o filme tem uma taxa de aprovação de 13% com base em 8 resenhas. A Common Sense Media avaliou o filme com 1 de 5 estrelas, afirmando: "Vilões incrivelmente cruéis, uma história nada original, performances desajeitadas e confiança em peidos e arrotos são as luzes baixas deste esforço estranho para trazer de volta um pássaro de desenho animado envolvente." Jodi Smith do site de entretenimento Pajiba deu uma crítica negativa ao filme, afirmando" Se eu fosse um supervilão e quisesse prejudicar todas as crianças do mundo, eu financiaria e lançaria um filme como Woody Woodpecker." Por outro lado, Fernando Alvarez do jornal argentino Clarín referiu-se ao filme como" ... entretenimento eficaz para um público jovem ... "em uma crítica positiva.

### Bilheteria
No fim de semana de estreia, o filme atraiu 319 mil espectadores, o maior público do período, mesmo que o faturamento de 4,6 milhões de reais tenha sido apenas o segundo nas bilheterias brasileiras, atrás de Blade Runner 2049. No segundo fim de semana, liderou a bilheteria.

## Websérie
Uma websérie animada em Flash foi lançada no YouTube em 2018, com o diretor Alex Zamm atuando como o diretor da série na primeira temporada.